# Montségur-sur-Lauzon
 Montségur-sur-Lauzon  es una población y comuna francesa, en la región de Ródano-Alpes, departamento de Drôme, en el distrito de Nyons y cantón de Saint-Paul-Trois-Châteaux.

## Demografía
| 634 | 654 | 767 | 925 | 987 | 1029 |
| Para los censos de 1962 a 1999 la población legal corresponde a la población sin duplicidades (Fuente: INSEE [Consultar]) |     |     |     |     |      |